# La-160 (航空機)
La-160 Strelka
三面図
- 用途：戦闘機
- 設計者：セミョーン・ラボーチキン
- 製造者：ラボーチキン設計局
- 運用者： ソビエト連邦
- 初飛行：1947年6月
- 生産数：1機
- 運用状況：試作のみ

La-160（ロシア語:Ла-160）は、ラボーチキン設計局が開発したソ連初の後退翼ジェット戦闘機である。後退翼の矢のような見た目から「Strelka (矢)」とも呼ばれた。DoDが割り当てたコードネームはType 6。試作1機のみで実用化はされなかった。

## 開発と設計
1940年代当時のソ連の技術力では、ジェットエンジンを以てしても音速の壁を超えるには不十分であることが設計者によって明らかにされていた。これを克服するにはエンジン推力の向上に加え、主翼を新しい空力学的構成に切り替える必要があった。その最も効率的な手段として、主翼を後退させることにより後退角効果を持たせる事と、より薄い翼型を作る事が挙げられた。しかし後退翼の開発は非常に綿密で多様な研究と実験を必要とし、戦後ソ連とアメリカの設計者はその多くをドイツより持ち寄られた研究結果を参考にしていた。
1946年、S.A.ラヴォーチキンとその設計局は、TsAGIの研究結果を元に開発された主翼が35°の後退角を持つLa-160の開発を開始した。エンジンはアフターバーナー能力を有するRD-10YuF ターボジェットエンジンが使用され、La-152と類似したポッドアンドブーム方式の機体構成を採用した。エンジンにはアフターバーナーを冷却出来る構造が組み込まれており、ノズル部分を外側から流れる空気流により冷却した。後退角の付けられた主翼は後縁の内側半分にフラップ、外側半分にエルロンを装備し、後に翼上面には各2箇所の境界層フェンスが装備された。降着装置は他のラヴォーチキンの開発する戦闘機と同様に3輪式で胴体に格納される方式を取り、これは主翼の薄型化に貢献した。コックピットはLa-156と同様の射出座席を装備した。武装は元々NS-23機関砲を搭載する予定だったが、途中でN-37機関砲を2門、各30発で搭載する事になった。

## 試験と評価
機体は1947年春に完成し、6月にテストパイロットのI.E.フェデロフの操縦により初飛行した。6月から9月にかけて行われた試験において、後退翼機の安定性と操縦性に関する有益な情報を得ることが出来た。音速に近い速度で飛行中、アウト・フローによる境界層剥離を引き起こしたため、主翼上面に各2つの境界層フェンスが取り付けられた。La-160はアフターバーナーを点火時にM = 0.92に相当する速度を記録(高度5700 mを飛行している時に1050 km/h)し、ソ連で初めて1000 km/hを超える戦闘機となった。
その後、ソ連はイギリスのより強力なジェットエンジンを手に入れる事が出来たため、非力なRD-10エンジンを搭載するLa-160は1機の試作機が作られるに留まった。空力モデルの研究結果はより高度なLa-15戦闘機やMiG-15戦闘機の開発を早める事に貢献した。

## 諸元
データソース：
諸元
- 乗員：1名
- 全幅：8.95 m
- 全長：10.06 m
- 全高：
- 翼面積：15.9 m²
- 空虚重量：2,738 kg
- 全備重量：3,837 kg
- 発動機：RD-10YuF×1
- 推力：
  - 通常推力：8.8 kN（900 kgf）
  - アフターバーナー点火時：11.5 kN（1170 kgf）

性能
- 最高速度：
  - 海抜：960 km/h
  - 高度5000 mの場合：970 km/h (M = 0.92)
- 着陸速度：185 km/h
- 航続距離：1000 km/h
- 航続時間：
- 上昇力：4.4 分/5000 m
- 実用上昇限度：12,200 m
- 翼面荷重：255 kg /m²
- 推力重量比：0.299
- 離陸滑走距離：500 m
- 着陸滑走距離：500 m

武装
- N-37 37mm機関砲×2(各30発)